# میشائل هایدن

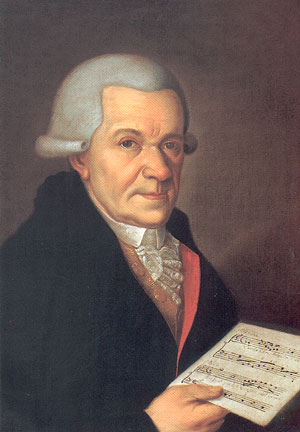
میشائل هایدن

میشائل هایدن با نام کامل یوهان میشائل هایدن (به آلمانی: Johann Michael Haydn) (زادهٔ ۱۴ سپتامبر ۱۷۳۷، روهرو، اتریش - درگذشتهٔ ۱۰ اوت ۱۸۰۶، زالتسبورگ) آهنگساز دورهٔ کلاسیک اهل اتریش و برادر کوچک‌تر یوزف هایدن بود.
او در زالتسبورگ معلم موسیقی کارل ماریا فون وبر و آنتون دیابلی بود.
لئوپلد موتسارت، پدر ولفگانگ آمادئوس موتسارت، از زیاده‌روی میشائل هایدن در نوشیدن الکل انتقاد می‌کرد.
میشائل هایدن شمار زیادی سمفونی، کنسرتو، سِرِناد، موسیقی آوازی، کوارتت زهی، و کوئینتت زهی تصنیف کرد؛ اما شهرت بسیار زیاد برادرش یوزف هایدن، شهرت او تحت‌الشعاع قرار داد.